# 科尼采

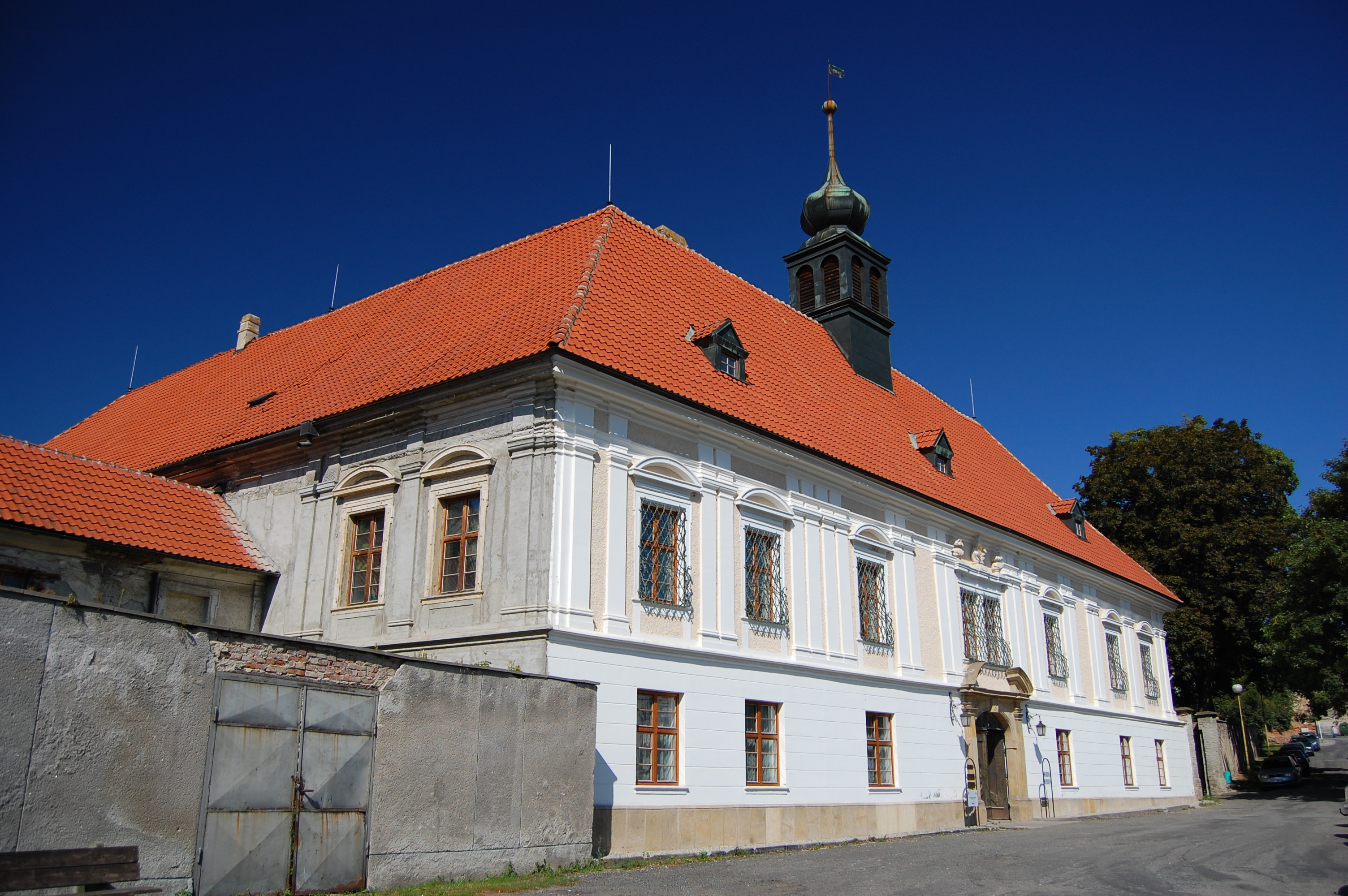

科尼采是捷克的城鎮，位於該國東部，距離普羅斯捷約夫18公里，由奧洛穆克州負責管轄，面積24.43平方公里，海拔高度423米，2006年人口2,935。